# Reinhardskirche (Bad Nauheim)

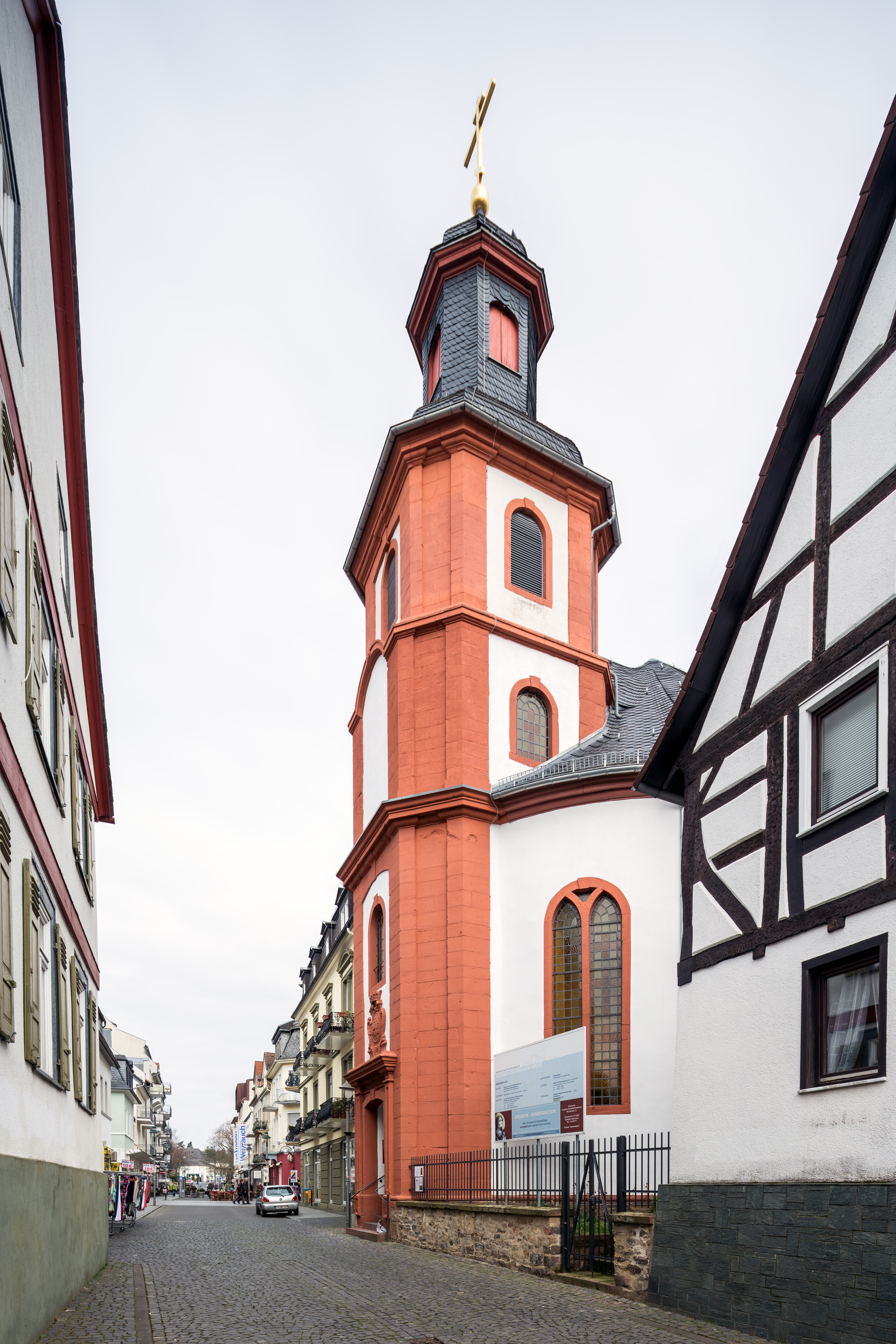
Reinhardskirche von Südwesten, März 2014

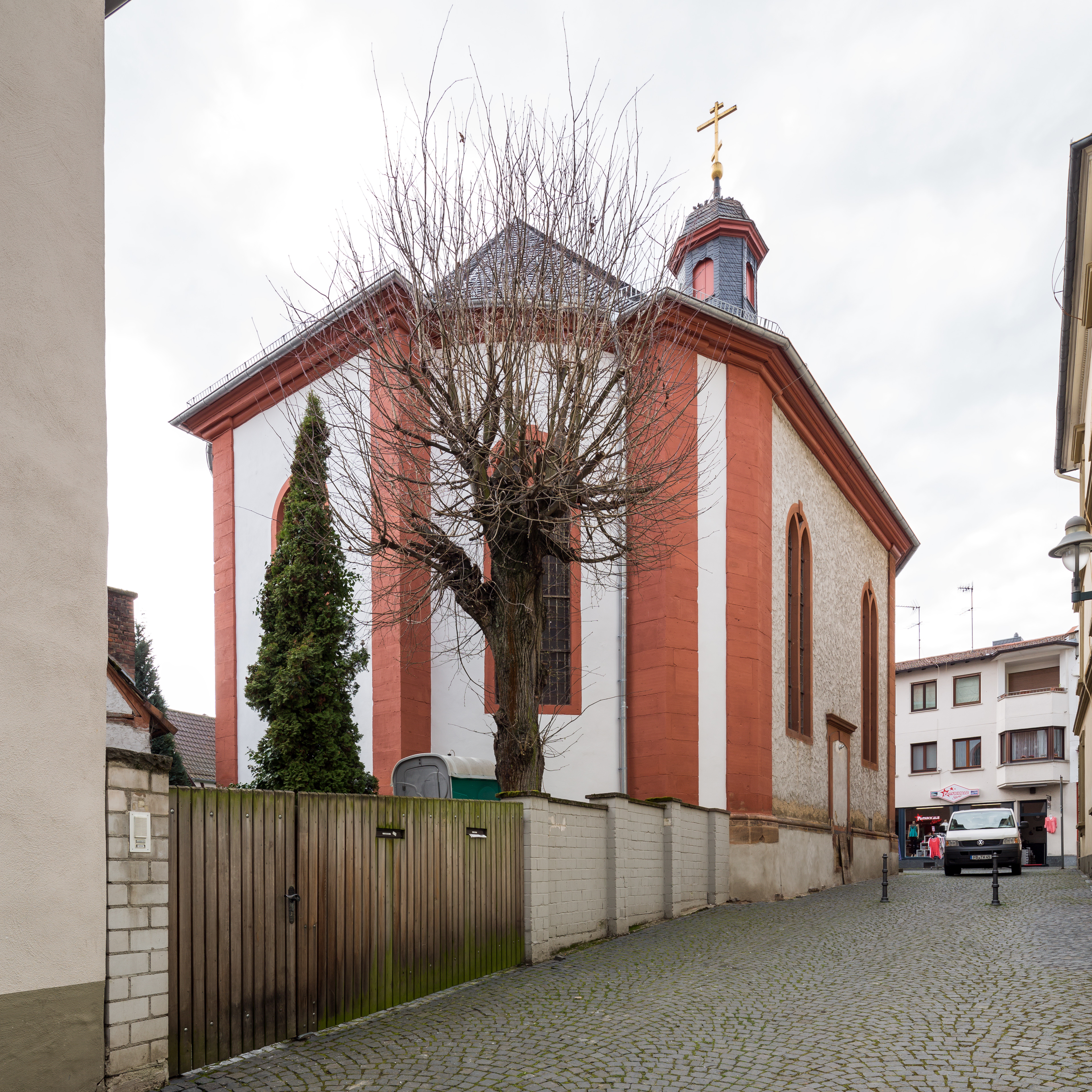
Reinhardskirche von Nordosten, März 2014

Die Reinhardskirche in Bad Nauheim wurde in den Jahren 1731–1733 als Kirche für die lutherische Minderheit im Amt Dorheim der überwiegend reformierten Grafschaft Hanau-Münzenberg errichtet. Heute dient sie als russisch-orthodoxe Kirche von Bad Nauheim.

## Lutherische Kirche

### Religionspolitischer Hintergrund
Die Kirche verdankt ihre Entstehung der Bikonfessionalität der deutschen Reformation, insbesondere in der Grafschaft Hanau-Münzenberg. Die Grafschaft war seit der Regierung des Grafen Philipp Ludwig II. von Hanau-Münzenberg (1695–1612) reformiert. Als die Grafen von Hanau-Münzenberg 1642 ausstarben, fiel ihr Erbe an den lutherischen Grafen Friedrich Casimir von Hanau-Lichtenberg. Dadurch wurde die Grafschaft innerhalb einiger Jahrzehnte faktisch bikonfessionell. Graf Friedrich Casimir und seine Nachfolger förderten die lutherischen Gemeinden in der Grafschaft Hanau-Münzenberg gegen die weiter bestehende reformierte Mehrheit ihrer Untertanen.

### Kirchengebäude
Architekt der Kirche war der gräfliche Baumeister Christian Ludwig Hermann. Vorbild war die vom selben Architekten errichtete, allerdings größere Reinhardskirche in Steinau an der Straße. Der Grundstein wurde – nach Vorarbeiten schon im Jahr 1731 – im April 1732 gelegt. Die Reinhardskirche in Bad Nauheim ist ein kleiner Saalbau mit abgerundeten Ecken und Rundbogenfenstern mit gotisierendem, sehr einfach gehaltenen Maßwerk. Der Glockenturm steht an der westlichen Schmalseite und bekrönt zugleich den Haupteingang, über dem sich bis heute das Wappen der Grafen von Hanau befindet. Altar und Kanzel waren wohl ursprünglich an der Ostwand der Kirche angeordnet. Am 4. Oktober 1733 wurde die Kirche in Anwesenheit des Landesherren, des Grafen Johann Reinhard III., eingeweiht.

### Pfarrer
Überliefert sind die Namen der lutherischen Pfarrer an der Reinhardskirche von ihrer Erbauung bis zur Auflösung der Bikonfessionalität in der Hanauer Union. Dies waren: Johann Philipp Oberndorfer bis 1735, Johann Philipp Mehrling bis 1738, Johann Ludwig Reinhard Handwerck bis 1743, Johann Philipp Koch bis 1758, Johann Georg Reussner bis 1762, Philipp Christoph Laupus bis 1789, Pflüger bis 1792, Vulpius bis 1797, Johann Peter Emmel bis 1800, Adolf Müller bis 1804.

## Reinhardskirche
Nachdem die Hanauer Union 1818 die beiden konfessionsunterschiedlichen evangelischen Gemeinden auch in Nauheim vereinigt hatte, wurde, der konfessionelle Unterschied war ja weggefallen, die ehemals „Lutherische Kirche“ jetzt in „Reinhardskirche“ (nach dem Bauförderer Graf Johann Reinhard) umbenannt, ein in der ehemaligen Grafschaft Hanau-Münzenberg damals übliches Verfahren. Ab 1824/25 wurde die Kirche als Ort für Gottesdienste aufgegeben. 1828/30 bestand bei der Regierung in Hanau sogar die Absicht, die Kirche abzureißen und im nahen Schwalheim wiederaufbauen zu lassen. 1836 wurde sie unter Benutzung alter Fenster der Wilhelmskirche jedoch notdürftig instand gesetzt, um vorübergehend während der Dauer von Bauarbeiten in der Wilhelmskirche wieder benutzt zu werden. Danach stand sie bis 1866 leer.

## Römisch-Katholische Kirche
1866 verfügte die Regierung des Kurfürstentums Hessen-Kassel, zu dem Bad Nauheim damals gehörte, die leihweise Überlassung der Reinhardskirche an die Katholiken des Ortes. Im selben Jahr jedoch fiel Nauheim infolge der politischen Veränderungen nach dem Deutschen Krieg an das Großherzogtum Hessen-Darmstadt, so dass die Verfügung vorerst nicht wirksam wurde. Erst am 21. Juni 1868 wurde die Reinhardskirche durch Pfarrer Helferich als römisch-katholische Kirche zu Ehren des Heiligen Alban von Mainz geweiht und der erste römisch-katholische Gottesdienst in ihr gefeiert. Die Kirche wurde zuerst für zwanzig Gulden pro Jahr angemietet. Die Gemeinde unterstand der Gemeinde Nieder-Mörlen, gehörte aber zur Pfarrei Hanau im Bistum Fulda. Im Februar 1869 wurde Nauheim der neu gegründeten Pfarrei Friedberg zugeteilt. Die Gottesdienste hielten jetzt Pfarrer Gabel, später Pfarrer Bauer und Pfarrer Thöbes. Als die römisch-katholische Gemeinde 1905 die Bonifatiuskirche errichtete, benötigte sie die Reinhardskirche nicht mehr.

## Orthodoxe Kirche

### Voraussetzungen
Ende des 19. Jahrhunderts nahm die Zahl russischer Kurgäste in Bad Nauheim stetig zu. Waren es 1869 noch 112 (15,3 % aller ausländischen Gäste), so betrug ihre Zahl 1897: 1696, 1898: 2027, 1899: 2401, 1900: 2239, 1901: 2267 und 1902: 2540. 1912 stellten Russen mit 4533 Personen 45,05 % aller ausländischen Kurgäste. Der Bedarf für eine russisch-orthodoxe Kirche für die Kurgäste aus Russland in der Stadt war deshalb erheblich.

### Vorplanungen für einen eigenen Kirchenbau
Am 4. Juli 1902 fand im Kurhaus unter dem Vorsitz des Priesters Ioann Albow aus Sankt Petersburg eine Versammlung von am Bau einer russischen Kirche interessierten Personen statt, die zusammen mit Stadt und Kurverwaltung eine Spendenaktion zugunsten des Projekts initiierte. Es wurde ein Baukomitee gegründet, dem der Bischof von Narwa Innokentij (Beljajew) als 1. Vikarbischof der für die Kirchen in Westeuropa zuständigen St. Petersburger Diözese vorstand. Die praktische Arbeit wurde dem Vorsteher der russischen Botschaftskirche zu Berlin Erzpriester Alexej Malzew übertragen. Geplant war, eine Kapelle zu Ehren der Heiligen Olga im Kurpark zu errichten. Um bereits vorher Gottesdienste abhalten zu können, mietete die Gemeinde ab 1905 die Reinhardskirche.

### Nutzung der Reinhardskirche
Als die Spendensammlung für den Neubau ins Stocken geriet, entschloss sich die russische Gemeinde in der Reinhardskirche zu bleiben und diese umzubauen. Sie wurde 1907 mitsamt dem Pfarrhaus vom orthodoxen Kirchenverein „Bruderschaft des heiligen Fürsten Wladimir“ gekauft, dem das Gotteshaus bis heute gehört. 1907/1908 wurde der Innenraum umgestaltet, Emporen, Altar und Kanzel sowie die gesamte barocke Ausstattung entfernt und eine Ikonostase eingefügt.
Die ersten Gottesdienste nach dem Umbau zelebrierte ab dem 27. Juni 1908 der Vorsteher der Hauskirche des St. Petersburger Kaiser-Nikolaus-Waisenhauses, Erzpriester Pawel Dokutschaew. Die förmliche Weihe der Reinhardskirche als orthodoxe Kirche erfolgte am 21. Juli 1908 durch den für die russischen Kirchen in Westeuropa zuständigen Bischof Wladimir (Putjata) von Kronstadt zu Ehren der Heiligen Seraphim von Sarow und des Heiligen Innozenz von Irkutsk: Ihm konzelebrierten: Erzpriester Alexej Maltzew, Mönchspriester Stefan (Baden-Baden), Erzpriester Sergij Protopopow (Wiesbaden), Erzpriester Jewgenij Solowjew (Coburg), Priester Arsenij Wolskij (Stuttgart), Erzpriester Pawel Dokutschaew (Sankt Petersburg), Priester Alexander Skaballanowitsch (Grodno), Priester Pjotr Roschdestwenskij (Vorsteher der Kasaner Kathedrale in St. Petersburg), Diakon Nikolaj Tichomirow (Prag), Diakon Ioann Stakowskij (London), Diakon Sergij Polewoj (Dresden). Den Gottesdienst begleitete der Chor der Berliner Botschaftskirche. Nach der anschließenden Prozession um die Kirche hielt Maltzew eine Festansprache in deutscher und russischer Sprache. Das bisherige Baukomitee wurde in ein Kuratorium umgewandelt, das sich um die Erhalt, Instandhaltung und alle Belange der Kirche kümmern sollte.

### Ikonostasen
Herzogin Maria Alexandrowna von Sachsen-Coburg-Gotha, russische Großfürstin und Mutter von Victoria Melita, der ersten Gattin von Großherzog Ernst Ludwig, dem Landesherren in Bad Nauheim, stiftete die Hausikonostase aus der nach dem Tod ihres Gatten und ihres Sohnes geschlossenen Alexander-Newskij-Hauskapelle in Schloss Friedenstein in Gotha für den geplanten Neubau. Die Hausikonostase aus Gotha war, als sich die Gemeinde für die Weiternutzung der Reinhardskirche entschied, dafür aber zu klein. Sie wurde deshalb der am 4. August 1908 geweihten Maria-Magdalena-Hauskirche der Bruderschaft in Bad Brückenau übergeben. Bischof Innokentij (Beljaew) von Tambow und Schazk, der seit 1902 dem Baukomitee in Bad Nauheim vorgestanden hatte, schenkte der Kirche in Bad Nauheim stattdessen die nicht mehr benötigte, alte, um 1805/1810 gefertigte Ikonostase aus der Sosima-Sawwatij-Kirche des Klosters Sarow, wo nach der Heiligsprechung des Ehrwürdigen Seraphim 1903 eine neue Ikonostase errichtet wurde.

### Nutzung

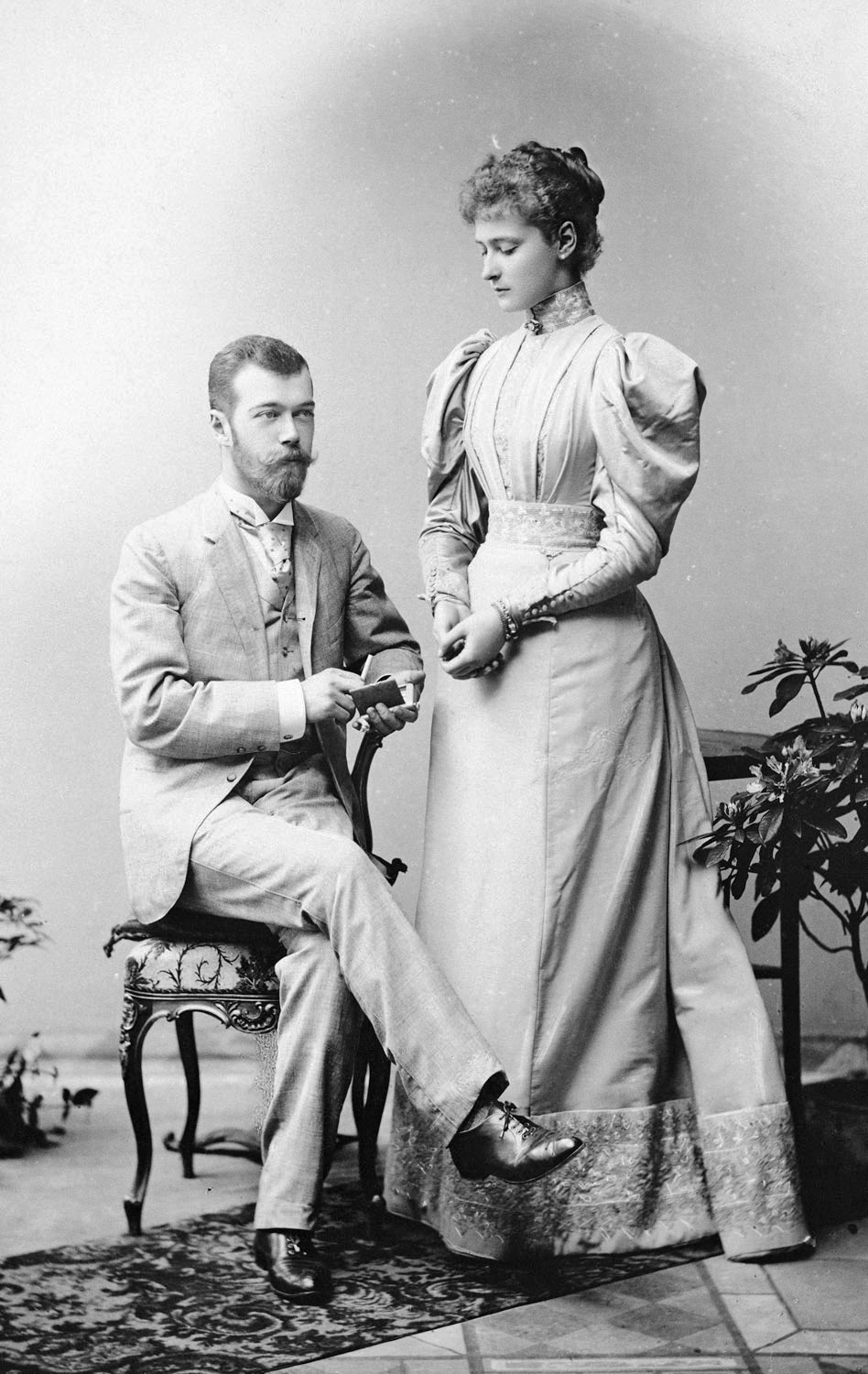
Zar Nikolaus II. und Zarin Alexandra Feodorowna

Das Wohlwollen des russischen Kaiserhauses gegenüber der Kirche in Bad Nauheim war groß: Die beiden geborenen Prinzessinnen von Hessen und bei Rhein, Kaiserin Alexandra Feodorowna und ihre Schwester Großfürstin Elisabeth Feodorowna übernahmen die Schirmherrschaft über die Kirche. Ein besonderer Höhepunkt war im August 1910, als die Zarenfamilie während ihres Aufenthaltes auf der benachbarten Burg Friedberg mehrmals am Gottesdienst teilnahm. Zarin Alexandra Feodorowna war eine Schwester des regierenden Großherzogs von Hessen und mit dem letzten russischen Zaren, Nikolaus II., verheiratet. Eine Gedenktafel an der Westwand der Kirche erinnert an das Ereignis. Noch heute dient für die Apostellesungen in der Kirche das Apostelbuch, aus dem erstmals in Anwesenheit der kaiserlichen Gäste gelesen wurde. Auch der mit Email verzierte große Kronleuchter soll damals von der Zarenfamilie der Kirche gestiftet worden sein.
Während des Ersten Weltkrieges stand die Kirche unter Zwangsverwaltung. Bedingt durch das Ausbleiben russischer Kurgäste infolge der Russischen Revolution fanden Gottesdienste danach nur noch unregelmäßig während einiger Sommermonate statt, zelebriert von den Priestern Aleksandr Awaew (1922), Ioann Leontschukow (1923, 1924), Bischof Tichon (Ljaschtschenko) (1926) und Erzpriester Aleksandr Schabaschew aus Brüssel (1933, 1939, 1943). Ab 1944 diente die Kirche als Lagerraum für Gegenstände aus ausgebombten Gebäuden. Am 27. April 1945 wurde sie wieder für Gottesdienste geöffnet. Unter den Priestern Wasilij Winogradow (1945–1947) und Arkadij Szepuro (1947–1951) bestand eine gemischte russisch-griechische Kirchengemeinde. 1951–1974 war Erzpriester Leonid Graf Ignatiew (ein Enkel des russischen Diplomaten Nikolai Pawlowitsch Ignatjew) Vorsteher der russisch-orthodoxen Gemeinden in Frankfurt am Main, Bad Homburg vor der Höhe und Bad Nauheim. Seit 1974 übt sein Sohn, Erzpriester Dimitri Graf Ignatiew, dieses Amt aus.
Da die örtliche russisch-orthodoxe Gemeinde heute klein ist, finden Gottesdienste heute nur in größerem Abstand statt. Seit 2003 unterstützt der aus einheimischen Bürgern bestehende „Förderverein Russische Kirche/Reinhardskirche Bad Nauheim e. V.“ die Gemeinde beim Erhalt der Kirche. Am 1. Oktober 2006 erhielt die Verwalterin der Kirche, Brigitta Gebauer, für ihre langjährige Betreuung der Reinhardskirche den „Preis der Bürgerstiftung – für bürgerschaftliches Engagement in Bad Nauheim“. Am 26. November 2015 wurde ihr zudem vom Bürgermeister Bad Nauheims Armin Häuser im Namen des hessischen Ministerpräsidenten Volker Bouffier der Ehrenbrief des Landes Hessen verliehen.

## Wissenswert
Als im Jahr 2001 in der Reinhardstraße eine Fußgängerzone eingerichtet wurde, verkaufte die Bruderschaft den ihr gehörenden Teil des Gässchens entlang der Nordseite der Kirche an die Stadt. Die historische alte Flurgrenze, die das Kirchengrundstück nach Norden begrenzte, war selbst dann bestehen geblieben, als sich entlang der Nordseite der Reinhardskirche aus einem Gehpfad allmählich eine Gasse bildete und sich die angrenzende Bebauung völlig änderte. Die Bruderschaft durfte der bisher namenlosen, weil offiziell nie vorhandenen Gasse einen Namen geben. Auf ihren Vorschlag wurde sie am 6. Juli 2003 von Bürgermeister Bernd Rohde in Anwesenheit von Vertretern der Kirchengemeinde als „Alexej-Maltzew-Gässchen“ eingeweiht und von den Priestern Slawomir Iwaniuk und Alexander Zaitsev aus Wiesbaden mit Weihwasser besprengt und geweiht.
Die Ikonostase wurde nach fast fünfjähriger Restaurierungsarbeit im Mai 2018 wieder aufgestellt. Die Generalsanierung des Kirchengebäudes, die 15 Jahre dauerte und insbesondere die barocke Turmhaube betraf, fand ebenfalls 2018 ihren Abschluss.